# Holland Casino

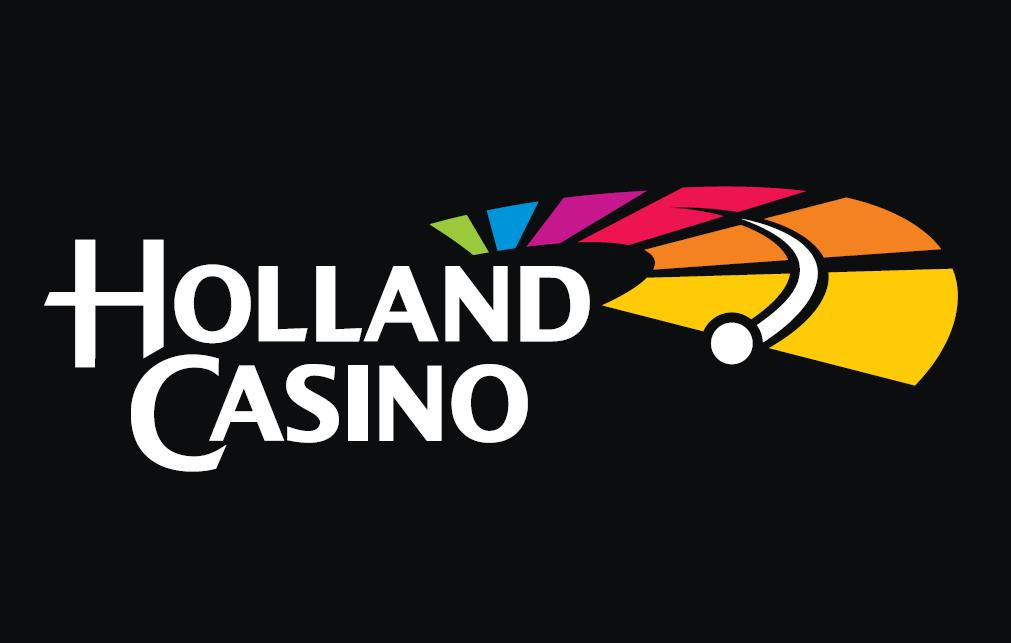
Logo du casino hollandais.

Holland Casino désigne une fondation néerlandaise chargée d'exploiter les jeux de casino aux Pays-Bas, et disposant du monopole légal sur les jeux aux Pays-Bas. La fondation gère quatorze casinos dans ce pays. 
Le siège de Holland Casino se trouve à Hoofddorp, mais il devrait déménager dans une tour séparée du New Holland Casino d'Utrecht. 

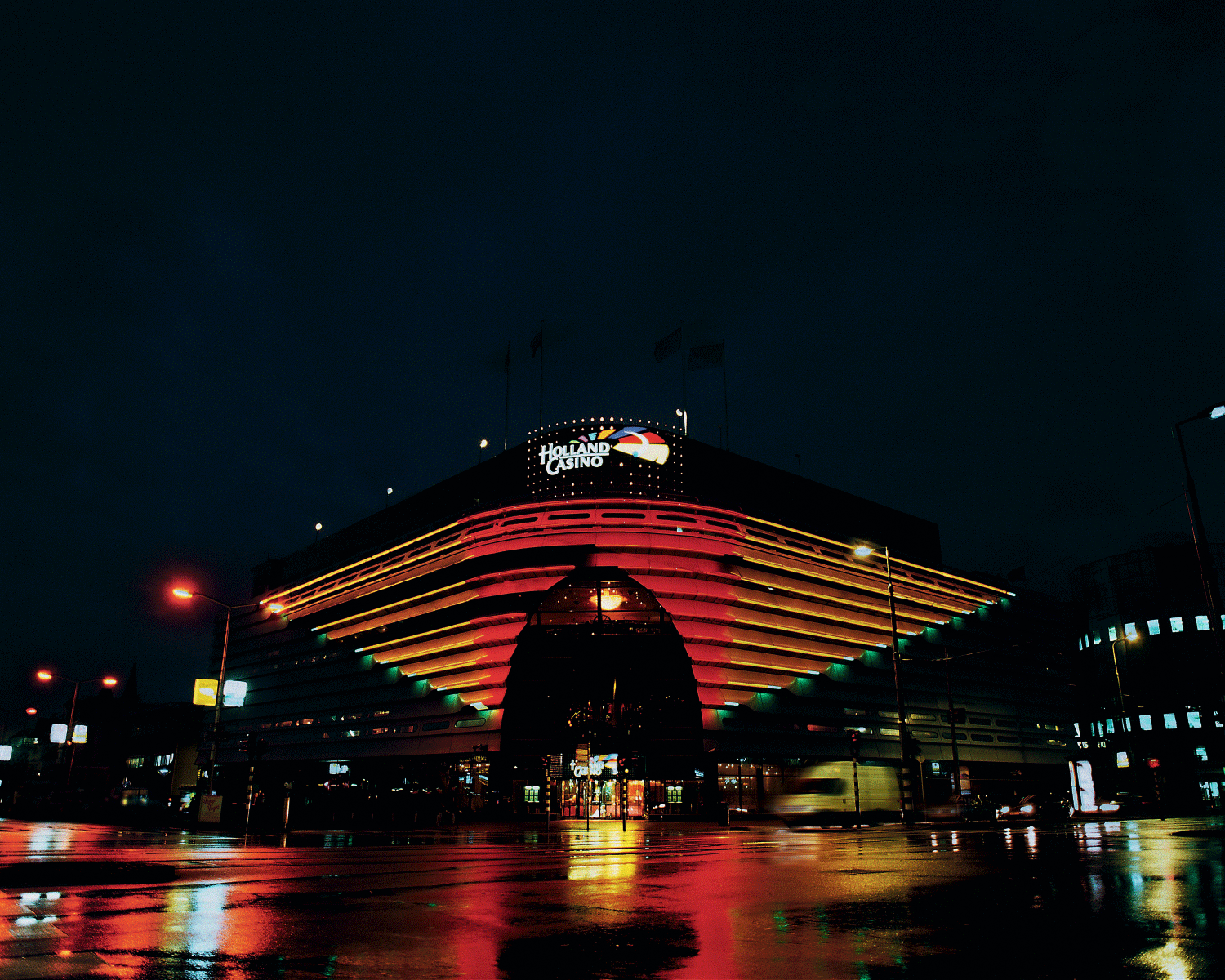
Holland Casino ide n Scheveningen.

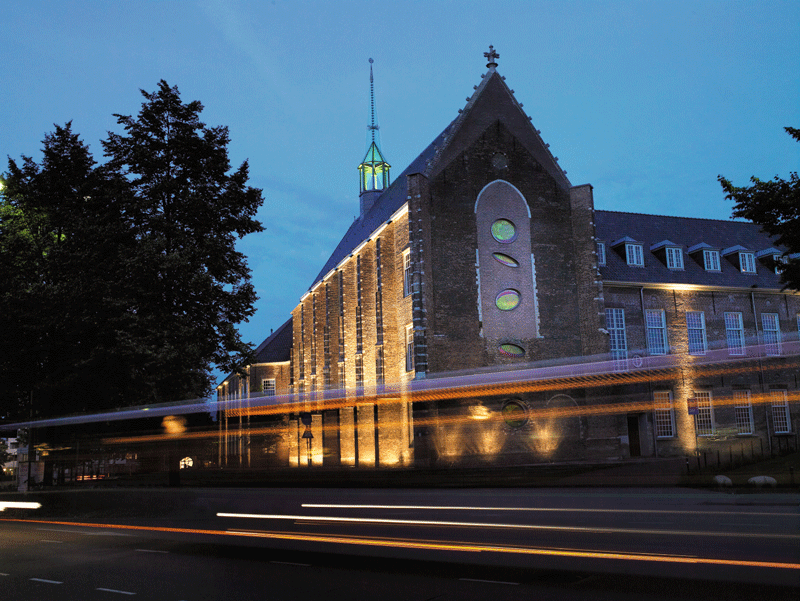
Holland Casino à Breda.

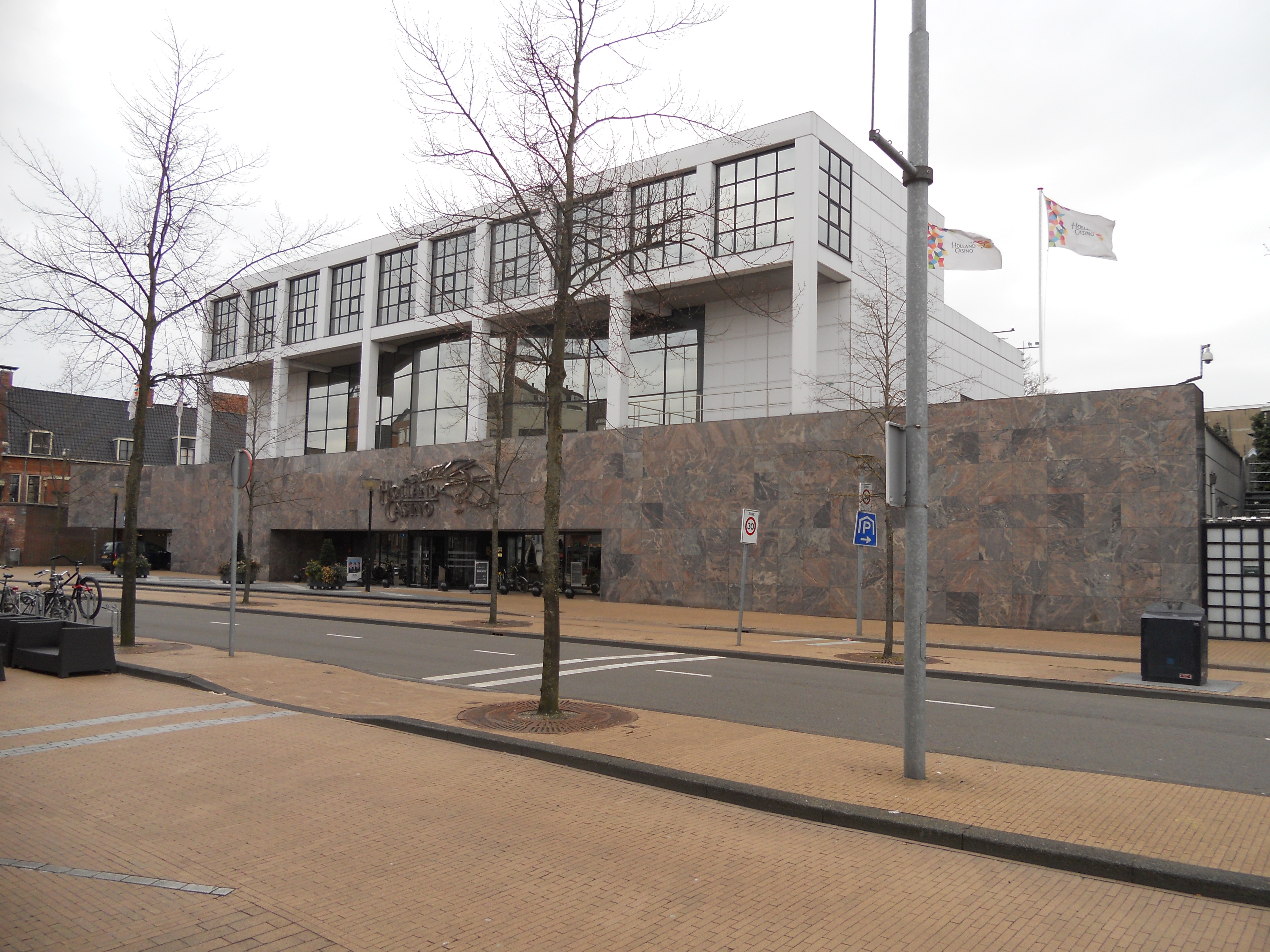
Holland Casino de Groningen.

## Financement et gains
Les bénéfices récoltés aux jeux par Holland Casino (environ € 267 millions en 2007, soit une progression par rapport aux 263 millions de 2006) sont directement versés au Trésor néerlandais.

## Casinos
Le premier casino ouvert a été celui de Zandvoort le 1er octobre 1976. 
Depuis 2008 celui d'Amsterdam est le plus grand, les autres sont situés dans les villes suivantes :
- Breda
- Eindhoven
- Enschede
- Fauquemont
- Groningen
- Leeuwarden
- Nimègue
- Rotterdam
- Scheveningen
- Schiphol (aéroport d'Amsterdam)
- Utrecht
- Venlo

## Les jeux
Dans tout ou partie des établissements de Holland Casino, le public peut jouer aux jeux suivants :
- Roulette française
- Roulette américaine
- Blackjack
- Caribbean Stud Poker
- Bingo
- Poker
- Sic bo
- Punto banco
- Roue de l'Argent

Le taux de paiement moyen était de 93% aux machines à sous (pour un minimum légal de 80% aux Pays-Bas). 
Toutes les machines de jeu sont supervisées par l'Institut néerlandais de mesure et sont inspectées par la société d'inspection indépendante Verispect.

## Politique de Holland casino par rapport au "jeu compulsif"

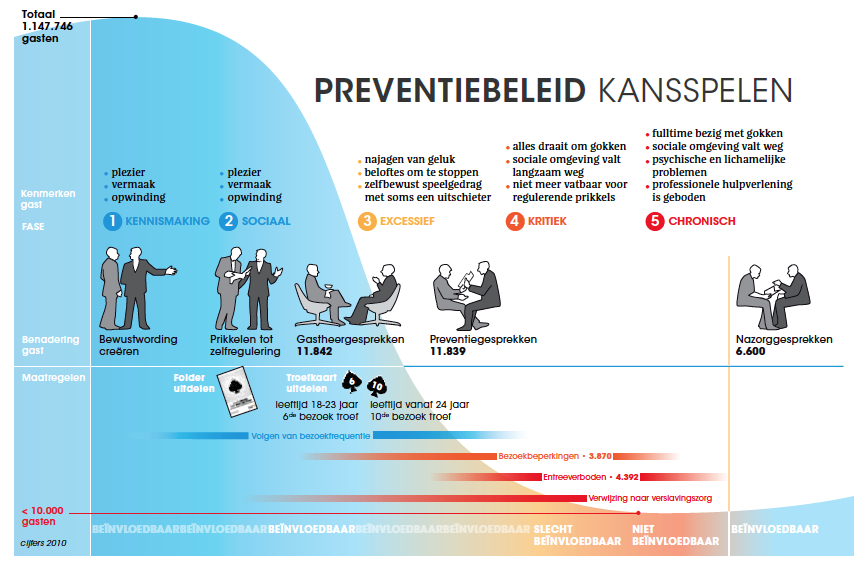
Prévention de la compulsion et de l'addiction au jeu (dite « Jeu pathologique »), par "Holland Casino" (Infographie présentant les phases et la prévention)

La fondation dit avoir mis en place des politiques visant à prévenir le jeu compulsif "autant que possible". 
Holland Casino a reçu le prix des jeux pour les affaires les plus socialement responsables dans l'industrie internationale du casino, le 21 janvier 2008, à Londres.

## Les réformes de 2011
Alors que certains craignent de voir ce marché détourné par les jeux en ligne, en mars 2011, le gouvernement de coalition des Pays-Bas a annoncé un nouveau cadre de jeu pour 2015, qui devrait ouvrir le pays aux marché des jeux en ligne  (y compris les casinos, loteries, poker, paris sportifs et bingo), pour les établissements de jeux intérieurs, mais aussi étrangers (à certaines conditions d'autorisation) ,